# Permalien
 (janvier 2009).

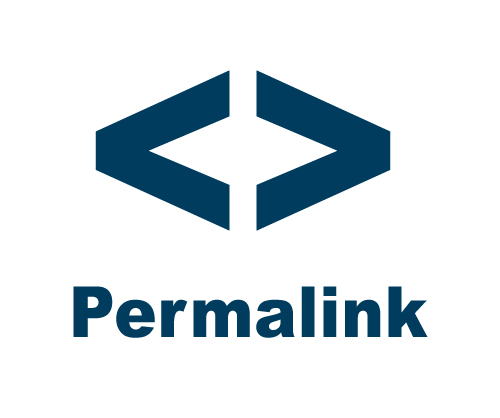
Logo Permalink

Un permalien (un mot-valise formé par la contraction linguistique des mots « permanent » et « lien ») est un type d'URL conçu pour référer un élément d'information – souvent une nouvelle ou une entrée de blog – et pour rester inchangé de façon permanente, ou du moins, pour une certaine période de temps. La permanence dans les hyperliens s'avère utile lorsque ces liens sont liés, ou cités, d'une source externe. Aussi, cela s'avère utile lorsque le contenu d'un site web devient de plus en plus grand. En particulier s'il s'agit d'un site commercial reposant sur un système de gestion de contenu utilisant une base de données.
Les premiers logs étaient des pages HTML statiques. Il n'y avait pas de lien unique pour chaque entrée. L'utilisateur devait dérouler la page pour trouver l'entrée qu'il désirait consulter. Avant l'arrivée des permaliens (en 1999), il arrivait parfois qu'un utilisateur se retrouve avec une page d'erreur, en visitant une URL qu'il avait visité quelque temps auparavant.
Un permalien est constitué d'une chaîne de caractères qui représente la date, et parfois l'heure, de sa publication[réf. nécessaire], et des identifiants particuliers (incluant une URL de base, et souvent qui identifient l'auteur, le membre ou le département d'où provient l'item). Si un item est changé, renommé, ou déplacé, son permalien n'est jamais modifié. Si un item est effacé, son permalien ne peut pas être utilisé à nouveau.
Les permaliens ont été employés à la base de plusieurs technologies, comme le rétrolien dans les blogs, la référence à une entrée spécifique dans un flux RSS ou Atom.
Les permaliens sont supportés par la majorité des logiciels servant à la gestion de contenu ou de blog, comme Movable Type, LiveJournal, WordPress, Dotclear et Blogger.en instance

## Formats de permaliens populaires
Les développeurs de systèmes de gestion de blogs ne se sont pas entendus sur un format standard de permaliens. En fait, ils ne s'entendront peut-être jamais[réf. nécessaire], comme plusieurs personnes qui pensent que les méta-informations d'un article ne devraient être obtenues que par un flux RSS ou à partir des balises <meta /> du fichier, et non par son URL[réf. nécessaire]. Par conséquent, bien que plusieurs formats de permaliens accomplissent leur travail, les systèmes les utilisant produisent différents formats.
Movable Type et typepad.com:
http://<utilisateur>.typepad.com/<utilisateur>/<année>/<mois>/<nom de l'entrée>.html
Blogger :
http://<utilisateur>.blogspot.com/<année>/<mois>/<nom de l'entrée>.html
WordPress :
http://<nom de domaine du site>/<année>/<mois>/<jour>/<nom de l'entrée>/
LiveJournal / Bloglines :
http://www.livejournal.com/users/<utilisateur>/<nombre unique représentant l'entrée>.html
Midgard CMS :
http://<nom de domaine du site>/midcom-permalink-<nombre unique représentant l'entrée>
Par contre, dans certains systèmes de gestion de weblogs, l'administrateur du système peut changer la structure du permalien pour qu'elle contienne les informations qu'il désire.

## Le code du permalien
Les permaliens sont affichés sur le site web en utilisant un élément de lien HTML.
```
<link rel="bookmark" href="<URL du permalien>" />
```